# Pollimyrus plagiostoma
Pollimyrus plagiostoma es una especie de pez elefante eléctrico en la familia Mormyridae presente en varias cuencas hidrográficas de África, entre ellas aquellas que alimentan la vertiente del Río Congo. Es nativa de la República Centroafricana y la República democrática del Congo; puede alcanzar un tamaño aproximado de 17 cm.
Respecto al estado de conservación, se puede indicar que de acuerdo a la IUCN, esta especie puede catalogarse en la categoría «Menos preocupante (LC)».